# You Are OK
You Are OK è il settimo album in studio del gruppo musicale statunitense The Maine, pubblicato nel 2019.

## Tracce
1. Slip the Noose – 4:03
2. My Best Habit – 3:54
3. Numb Without You – 3:32
4. I Feel It All Over – 4:00
5. Heaven, We're Already Here – 4:39
6. Forevermore – 2:51
7. Tears Won't Cry (Shinjū) – 4:12
8. One Sunset – 3:33
9. Broken Parts – 4:20
10. Flowers on the Grave – 9:23

## Formazione
- John O'Callaghan – voce, piano
- Jared Monaco – chitarra
- Kennedy Brock – chitarra, voce
- Garret Nickelsen – basso
- Pat Kirch – batteria, percussioni